# Girih

Le cinque piastrelle Girih; le linee blu sono le Girih propriamente dette

Un mosaico Girih

Sulla metà sinistra della figura le piastrelle girih, sulla destra le linee girih

Le piastrelle Girih sono una serie di cinque tessere che sono state utilizzate per la creazione di modelli di tassellatura per la decorazione degli edifici di architettura islamica. Sono state utilizzate all'incirca dall'anno 1200; la decorazione con questa tecnica ha trovato un significativo miglioramento a partire dal santuario Darb-i imam a Isfahan in Iran, costruito nel 1453.
Il termine Girih si riferisce specificamente alle linee che decorano le piastrelle. Nella maggior parte dei casi, solo le linee (e altre decorazioni minori come dei fiori) sono visibili, senza i bordi delle piastrelle stesse. Le girih sono linee spezzate che incrociano i lati delle piastrelle al centro con un angolo di 54° (3π/10). Due linee incrociantisi attraversano ogni lato di una piastrella.
Le cinque forme delle piastrelle sono:
- un decagono regolare con angoli interni di 144°
- un esagono allungato (convesso) con angoli interni di 72°, 144°, 144°, 72°, 144°, 144°
- un esagono irregolare non convesso con angoli interni di 72°, 72°, 216°, 72°, 72°, 216°
- un rombo con angoli interni di 72°, 108°, 72°, 108°
- un pentagono regolare con angoli interni di 108°

Tutti i lati di queste figure hanno la stessa lunghezza, e tutti gli angoli sono multipli di 36° (π/5). Ad eccezione del pentagono, tutte hanno simmetria bilaterale (di riflessione) rispetto a due linee perpendicolari. Alcune hanno anche altre simmetrie; in particolare, il decagono ha una simmetria per rotazioni di 36°, e il pentagono una simmetria per rotazioni di 72°.
La maggior parte delle piastrelle hanno un unico tracciato di girih al loro interno che segue la simmetria della piastrella stessa; Il decagono ha due possibili tracciati, uno dei quali ha solo una simmetria per rotazioni di 72°, invece che di 36°.

## Periodica o aperiodica

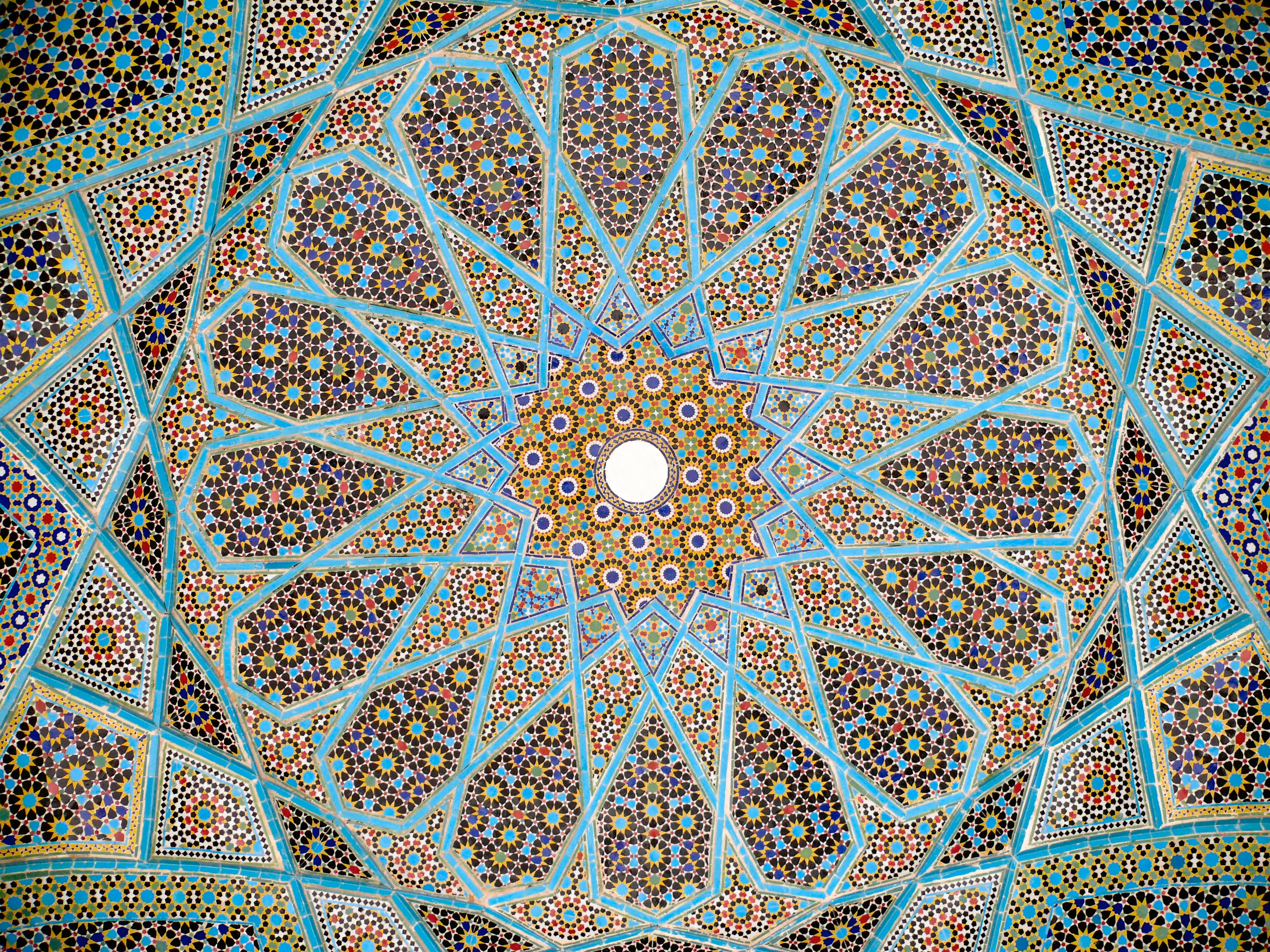
Mosaico sul soffitto della Tomba di Hafez, a Shiraz.

Nell'architettura islamica è stata usata principalmente una tassellatura Girih periodica, con cella unitaria ripetuta con la stessa orientazione nel reticolo. Alcune avevano tracciati che non possono essere estesi alla piastrellatura di tutto il piano. Non si conoscono tassellature Girih con tracciati che possano essere estesi all'intero piano solo in modo aperiodico.
In alcuni edifici, comunque, delle ampie piastrelle Girih furono decorate con tracciati che a loro volta formano piccole tassellature Girih. Al santuario di Darb-i Imam tale suddivisione è stata realizzata in modo che avrebbe potuto essere generalizzata ad una tassellatura aperiodica del piano.

## Matematica delle tassellature girih

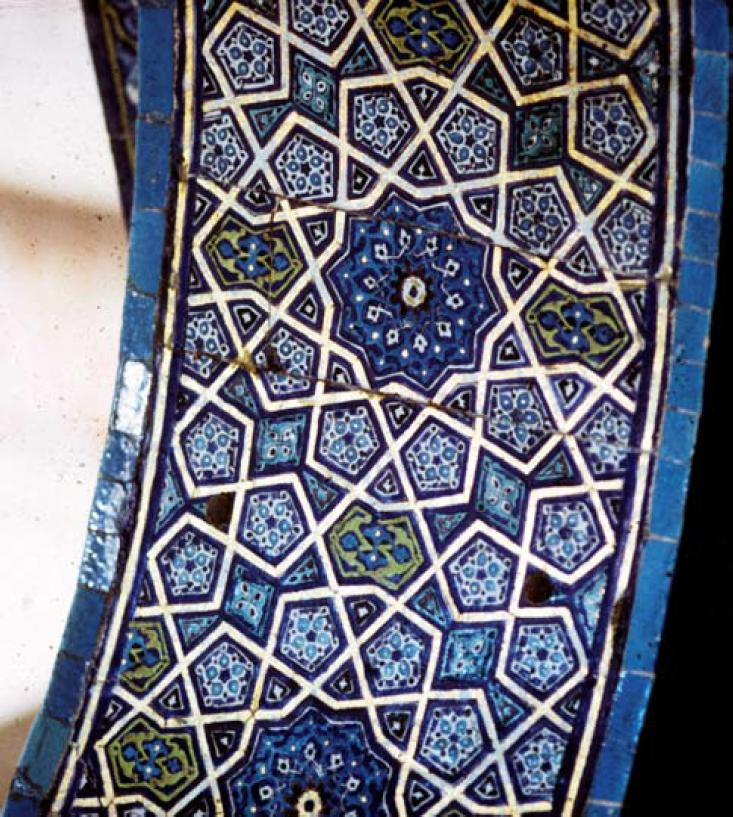
Arcata interna della Moschea verde, a Bursa.

Nel 2007 Peter J. Lu della Università Harvard e Paul J. Steinhardt della Princeton University hanno pubblicato un articolo sulla rivista Science suggerendo che le tassellature girih posseggano proprietà coerenti con le tassellature quasicristalline frattali autosimilari come le tassellature di Penrose, che furono presentate nel 1974. Le tassellature Girih le precederebbero di cinque secoli.

Questa risultato fu supportato sia dall'analisi dei tracciati di strutture sopravvissute, sia dall'esame di pergamene persiane del XV secolo. Se la supposizione fosse corretta significherebbe che gli architetti islamici arrivarono vicini alla scoperta della tassellatura aperiodica molto prima dei matematici occidentali. In ogni caso non ci sono indicazioni su quanto profonde fossero le conoscenze di questi architetti nella matematica delle tassellature.